# حرفه: هنرمند
فصل‌نامه هنرهای تصویری حرفه: هنرمند یکی از نشریات فعال و معتبر در حیطهٔ هنرهای تجسمی در ایران است که هر سه ماه یک‌بار در تهران منتشر می‌شود. حرفه:هنرمند فصل‌نامه‌ای است در زمینۀ هنرهای تصویری و بیشترِ مطالب آن دربارۀ نقاشی و عکاسی، و نقد و نظریه‌های هنر است. حرفه:هنرمند در میان اصحاب هنر مجله‌ای شناخته‌شده است و برای دانشگاهیان مرجعی معتبر به‌شمار می‌آید. حرفه:هنرمند معمولاً نگاهی انتقادی بر جریان‌های حاکم در عرصۀ هنر معاصر دارد. این مجله در معرفی هنرمندان و جریان‌های هنر تجسمی پیشگام بوده است و بسیاری از هنرمندان ممتاز و جریان‌سازِ خارجی برای نخستین بار در در این مجله معرفی شده‌اند. 

#### تاریخچه
اوایل دهۀ هشتاد گروهی از دانش‌آموختگان دانشگاه هنر زمینۀ تأسیس مجله‌ای با تمرکز بر هنرهای تجسمی را فراهم کردند. شهریار توکلی در سال ۱۳۸۰ مجوز مجلۀ حرفه:هنرمند را دریافت کرد. او به همراه ایمان افسریان، فرشید آذرنگ و بردیا سعدی‌نژاد بانیان مجلۀ حرفه:هنرمند بودند و برای تشکیل مجله از آراء داریوش خادمی و فریدون غفاری بهره بردند و نخستین شماره در تابستان ۱۳۸۱ منتشر شد. نشانِ جدید حرفه:هنرمند را قباد شیوا، گرافیست مشهور ایرانی، طراحی کرده است. از سال ۱۳۸۶، و از شمارۀ ۲۱، مجید اخگر به جمع دبیران مجله اضافه شد. دو سال بعد از ورود اخگر، شهریار توکلی همکاری‌اش را با مجله قطع و در همان آمد‌ورفت‌ها، غزاله هدایت به جمع حرفه:هنرمندی‌ها اضافه شد. شهریار توکلی حدود ده سال مدیرمسئول مجله بود. بعد از ایشان، امتیاز مجله به «مؤسسۀ غیرتجاری حرفه‌هنرمند زمان نو» واگذار شد، و مدیر مسئولی مجله از توکلی به ایمان افسریان رسید. 

#### فصلنامه حرفه هنرمند
به‌طور معمول این فصلنامه دارای سه بخش نسبتاً ثابت به نام‌های حرفه:عکاس، حرفه: نقاش و حرفه: هنرمند است. تعداد دیگری از شماره‌های آن نیز ویژه‌نامه‌هایی است که به موضوعاتی همچون گرافیک، گرافیک معاصر ایران، عکاسی معاصر ایران، تبلیغات، تصویرسازی، مهاجرت، نشر و مطبوعات و … می‌پردازد. از ۱۳۹۷، و از شمارۀ ۶۹، بخشی با عنوان «دیباچه‌ای بر تاریخ هنر و فرهنگ ایران» به مجله افزوده شد. این بخش آیینۀ درس‌گفتارهایِ آریاسپ دادبه، ایران‌شناس و فرهنگ‌پژوه، است. دادبه در نوشته‌هایش سعی می‌کند با هدف تبیین مبانی نظری‌ای مبتنی بر مختصات سرزمینی، مقدمات تاریخ‌نگاری برای هنر ایران را فراهم کند. 
این فصلنامه در دوره انتشارش به ارائه مطالب تخصصی در زمینه هنرهای تصویری پرداخته و توانسته مخاطبان زیادی را جذب کند.
اولین شماره فصلنامه حرفه: هنرمند در ۱۸۵ صفحه با قطع خشتی (مربع) در تابستان ۱۳۸۱ با قیمت ۳ هزار تومان منتشر شد و در حال حاضر پس از ۲۰ سال قیمت آن به ۱۳۰ هزار تومان رسیده‌است.

#### روش حرفه هنرمند
حرفه:هنرمند با تکیه بر دبیرانْ فصل‌نامه‌ها و ویژه‌نامه‌ها را تنظیم و تألیف و منتشر می‌کند. طی حدود دو دهه‌ای که از عمر حرفه: هنرمند می‌گذرد، دبیران بسیاری آمده‌اند و رفته‌اند. در میان آنها مجید اخگر، فرشید آذرنگ، هدا اربابی، ایمان افسریان، شهریار توکلی، و نیز غزاله هدایت نقش پررنگ‌تری را ایفا کرده‌اند. غیر از این‌ها دبیران دیگری هم بوده‌اند: مازیار اسلامی، مسلم خضری، فرشاد رستمی، علیرضا رضایی‌اقدم، بردیا سعدی‌نژاد، روبرت صافاریان، کیانا فرهودی، شمیم مستقیمی، بهزاد نژادقنبر و مهدی نصراله‌زاده. عکاسی و نقاشی کانون اصلی مطالب حرفه:هنرمند است. علاوه‌براین‌ها، بحث‌های نظری و انتقادی هم پای ثابت هر شماره است. معرفی هنرمندان و نظرورزانِ ممتاز خارجی بخشی از برنامۀ دبیران مجله است. در سال‌های اخیر با گسترش شبکه‌های اجتماعی، حرفه:هنرمند هم وارد این عرصه شد. تأسیس حساب اینستاگرام و تلگرام و محتواهای تولیدی در آنها پای مخاطبان بیشتری را به دایرۀ خوانندگان و بینندگان مجله باز کرد. در این میان نقش علیرضا احمدی ساعی به‌عنوان دبیر شبکه‌های اجتماعی بسیار پررنگ بود. [نیازمند منبع] 